# Орден Громадянських заслуг (Іспанія)
Орден Громадянських заслуг (ісп. Orden del Mérito Civil) було засновано королем Альфонсом XIII 1926 року. Орден визнає «громадянську чесноту офіцерів на службі нації, а також надзвичайну службу іспанських та іноземних громадян задля добробуту Іспанії».